# Volleyball World Beach Pro Tour Madrid
El Volleyball World Beach Pro Tour Madrid es un torneo oficial de vóley playa que se disputa anualmente en Madrid (España). Forma parte del Futures del VW Beach Pro Tour. Su nombre comercial es VW Beach Pro Tour Madrid y se disputa en el Centro de Vóley Playa de Puerta de Hierro.

## Historia
Comenzó siendo un torneo oficial del entonces denominado World Tour y se disputó en la primera edición solo un cuadro femenino de categoría de una estrella en las pistas del Centro de Vóley Playa de Puerta de Hierro en 2021.
Para la edición de 2022, el torneo se mudó al nuevo circuito mundial que pasó a llamarse Volleyball World Beach Pro Tour. Fue desde este año cuando empezaron a desarrollarse dos torneos de forma seguida, primero el masculino y luego el femenino, ambos de categoría Futures.
En la presentación de la edición de 2024, la Federación de Madrid de Voleibol anunció el principio de las negociaciones por el que la prueba podría pasar a tener la mayor categoría del VW Beach Pro Tour. El objetivo era que en 2025 el torneo tendría la opción de ser un Elite 16, uniéndose a otras ciudades como Vienna, Hamburgo, Doha o Gstaad. Una subida de categoría que finalmente se ha tenido que posponer al siguiente año, como comentó Felipe Pascual, presidente de la RFEVB y donde desveló que el campeonato tendría contrato para reservar esas mismas fechas durante tres años más.

## Resultados

### Cuadro masculino
| Año                                       | Campeón                          | Finalista                          | Resultado                 |
| ----------------------------------------- | -------------------------------- | ---------------------------------- | ------------------------- |
| Volleyball World Beach Pro Tour - Futures |                                  |                                    |                           |
| 2022                                      | Quentin Métral Yves Haussener    | Pablo Herrera Adrián Gavira        | 2-1 (11-21, 27-25, 15-13) |
| 2023                                      | Javier Huerta Alejandro Huerta   | Paul Henning Sven Winter           | 2-1 (17-21, 21-16, 15-9)  |
| 2024                                      | Davis Krumins Marco Caminati     | Mads Møllgaard Nicolai Hovmann     | 2-0 (21-17, 21-17)        |
| 2025                                      | Tadeas Trousil Matyas Dzavoronok | Nils Gunnar Ringøen Even Stray Aas | 2-0 (21-11, 21-19)        |

### Cuadro femenino
| Año                                       | Campeón                                  | Finalista                          | Resultado                 |
| ----------------------------------------- | ---------------------------------------- | ---------------------------------- | ------------------------- |
| World Tour - 1 Estrella                   |                                          |                                    |                           |
| 2021                                      | Paula Soria Belén Carro                  | Tjaša Kotnik Tajda Lovšin          | 2-0 (21-14, 21-15)        |
| Volleyball World Beach Pro Tour - Futures |                                          |                                    |                           |
| 2022                                      | Paula Soria Sofía González               | Marta Menegatti Valentina Gottardi | 2-0 (21-19, 21-14)        |
| 2023                                      | Paula Soria Liliana Fernández            | Diana Lunina Tetiana Lazarenko     | 2-0 (21-15, 22-20)        |
| 2024                                      | Jagoda Gruszczynska Aleksandra Wachowicz | Valentyna Davidova Anhelina Khmil  | 2-0 (21-14, 21-13)        |
| 2025                                      | Janne Uhl Paula Schürhorlz               | Alex Merle Anouk Dupin             | 2-1 (21-13, 18-21, 20-18) |

## Ganadores múltiples

### Femenino
- 3 victorias:
  -  Paula Soria: 2021, 2022, 2023

## Instalaciones

### Centro de Vóley Playa de Puerta del Hierro
El actual recinto del campeonato es conocido con el nombre de Centro de Vóley Playa del Parque Deportivo de Puerta del Hierro con motivo de su ubicación o emplazamiento en la ciudad de Madrid.
Estadio Elsa Baquerizo
Pista central o Pista 1
La pista central o estadio Elsa Baquerizo, primera en importancia y capacidad del recinto, fue bautizada así en honor a la exjugadora madrileña y tres veces olímpica Elsa Baquerizo quien fue la primera mujer española en conseguir entrar en unos Juegos Olímpicos en la modalidad de vóley playa.
La pista —con una capacidad aproximada de 1200 espectadores— está emplazada en el lugar principal del recinto.
Pista 2
La denominada como Court 2 o pista 2 es el segundo estadio del recinto. La pista tiene una capacidad aproximada de 500 espectadores y está emplazada justo antes de la entrada a la pista central.
Pista 3 y 4
La denominada como Court 3 y Court 4 o pista 3 y pista 4 son los terceros estadios del recinto en cuanto a importancia y capacidad. Sendas pistas tienen un aforo aproximado de 400 espectadores en la entrada a las instalaciones.
Pistas anexas
El resto del recinto posee hasta un total de tres pistas denominadas anexas, de menores capacidades. La numeración de las pistas comprende de las pistas cinco a la siete, completando un total de siete pistas.